# Moje 3
Moje 3 este un grup muzical format din trei fete: Mirna Radulović, Nevena Božović și Sara Jovanović. Ele au reprezentat Serbia la Concursul Muzical Eurovision 2013 cu piesa „Ljubav je svuda”.